# ناحیه سدار، شهرستان کارول، آرکانزاس
ناحیه سدار، شهرستان کارول، آرکانزاس (به انگلیسی: Cedar Township) یک منطقهٔ مسکونی در ایالات متحده آمریکا است که در شهرستان کرول، آرکانزاس واقع شده‌است. ناحیه سدار ۳٬۵۷۵ نفر جمعیت دارد.